# میروسواوا دوبرافسکا
میروسواوا دوبرافسکا (لهستانی: Mirosława Dubrawska؛ زادهٔ ۲۸ آوریل ۱۹۲۸–۱۲ اکتبر ۲۰۱۰) بازیگر اهل لهستان بود.
از فیلم‌ها یا مجموعه‌های تلویزیونی که وی در آن‌ها نقش داشته‌است، می‌توان به در خوشی و سختی، راز ساگال، فائوستینا و ماری کوری اشاره نمود.